# クインシーズ刈谷
クインシーズ刈谷（クインシーズかりや、英: Queenseis KARIYA）は、愛知県刈谷市を本拠地とするトヨタ車体の女子バレーボールチームである。2025-26シーズンはSVリーグに所属。

## 概要
1951年に刈谷車体（現・トヨタ車体）社内にて9人制バレーボール部が設立されたのが始まりであり、後に6人制に移行。1999年にV1リーグ（当時2部リーグ）に昇格し、2006年にV・プレミアリーグ（当時1部リーグ）昇格を果たす。
チーム名の『クインシーズ』とは、Queen（英語で「女王」）とSeis（スペイン語で「6」）を合わせた造語であり、「夢と感動を与えることの象徴として女王をモチーフにし、コート上でプレーする6人の選手がそれぞれのポジションで頂点を目指す」ことをイメージしている。
練習場はホームタウンの刈谷市にある本社（富士松工場）内の体育館であり、ホームゲームは同市のウィングアリーナ刈谷など愛知県内で開催される。また、同じトヨタグループである男子バレーボールチームのジェイテクトSTINGS（2013年V・プレミアリーグ昇格）も同市をホームタウンとしている。

## 歴史
1951年、9人制チームとして創部。その後6人制へ移行し、2000年にV1リーグ（現・チャレンジリーグ）昇格を果たす。
同年、谷口幸雄を監督に招聘し、本格的なチーム強化を開始した。V1リーグでも少しずつ順位を上げる。第7回V1リーグ（2004/05シーズン）には準優勝を果たしVリーグ入替戦出場となるが、日立佐和リヴァーレ（現・日立リヴァーレ）に連敗してVリーグ昇格はならず。
2005年、元全日本女子監督の葛和伸元を総監督として迎えた（当初はNECレッドロケッツから出向の形だった）。そして、第8回V1リーグ（2005/06シーズン）では初優勝を果たし、入替戦でも茂原アルカスに連勝して、ついにVリーグ昇格を果たした。2006年に高橋翠（現・羽根）が全日本に選出され、チーム史上初めての全日本メンバーとなった。
初めてのシーズンとなった2006/07V・プレミアリーグ（Vリーグより呼称変更）では5勝（22敗）を挙げるものの最下位（10位）となり入替戦出場となる。しかし、入替戦では三洋電機大阪（後に三洋電機レッドソア）に2試合連続のストレート勝ちとし、プレミア残留を果たした。2007/08V・プレミアリーグは7位となり入替戦出場を回避。
2008年、谷口監督が副部長に就任し、葛和総監督が監督に就任した。同年の皇后杯全日本選手権大会では都築有美子のジャンプサーブやセッター船崎恵視らの活躍で初優勝を果たし、初の全国タイトルを獲得した。2008/09V・プレミアリーグでも自己最高の5位に入り躍進した。しかし、2009/10V・プレミアリーグでは怪我人が多く、2009年6月で現役引退した羽根が12月に現役復帰したが、なかなか勝ち星に恵まれない苦しいシーズンとなる。最終的に7位（8チーム中）となってV・チャレンジマッチ（入替戦）出場。V・チャレンジマッチの相手は上尾メディックスとなり、第1戦は3-1で勝利。第2戦で2セット先取してセット率でプレミア残留を果たした（試合はその後逆転されてフルセット負け）。2010/11V・プレミアリーグは5位。2011/12シーズンは皇后杯で準優勝を果たすが、V・プレミアリーグでは終盤に失速して7位となりV・チャレンジマッチ出場となった（上尾にストレートで連勝して残留を果たす）。そのV・チャレンジマッチをもって葛和監督が退任した（黒鷲旗全日本大会は髙橋悠コーチが監督代行）。
2012年7月に、ジェイテクトSTINGSの監督を務めていた泉川正幸が監督に就任し、入団2年目の竹田沙希が主将になった。新たな体制で臨んだ2012/13V・プレミアリーグでは、中盤戦で調子を上げるも終盤に4連敗するなど失速し、初の4強入りとはならず5位となった。
2013/14シーズンはV・プレミアリーグのレギュラーラウンドをチーム初となる4位で通過、セミファイナルに進出し最終順位4位となった。勢いを得たチームは同年5月の黒鷲旗大会で初優勝を果たした。
2016年6月、泉川正幸の後任監督として多治見麻子を迎え、移籍の荒木絵里香、細川絢加を加えた新体制でスタートを切った。多治見監督の初年度である2016/17V・プレミアリーグでは正セッターやレギュラーリベロに新選手を起用し前年度と同じ5位となった。
2017/18シーズンはトルコの元エースであるネリマン・ゲンシュレックを招聘し、V・プレミアリーグで最高位となる3位の好成績をあげた。
2018年、これまでのVリーグに変わり新生V.LEAGUEが誕生し、1部のDIVISION1(V1)に所属。初年度となる2018-19シーズンは4位に入った。
2019-20シーズンより、総合コーチの印東玄弥が監督に昇格し、海外でのプレー経験がある今村駿と、キャプテンとしてチームを支えた竹田沙希が新たにコーチとなった。同シーズンのリーグ戦は、V・レギュラーラウンドはスターカンファレンス所属となり、序盤は開幕7連勝で首位を走るが、以降はやや失速し、6チーム中3位でファイナル8進出。ファイナル8であと一歩及ばず準決勝進出を逃し5位でシーズンを終えた。
2020-21シーズンは、開幕から低迷し、V・レギュラーラウンドで9位となり、残留をかけてV・ファイナルステージで9-12位決定戦を戦うこととなった。2021年2月20日、9-12位決定戦の初戦でヴィクトリーナ姫路にフルセットで敗れ、11位以下が確定したため、6シーズンぶりのV・チャレンジマッチ出場が確定した。印東は、「選手は全力で頑張りました。より良い状況へ持ってこれなかったことは私の責任です。」とコメントを残している。翌日の最終戦は勝ち11位でリーグ戦を終えた。V1・V2入替戦では、ルートインホテルズブリリアントアリーズに連勝しV1残留を確定させた。
2021年9月22日、東京五輪に主将として出場した荒木絵里香の現役引退を発表した。
2021-22シーズンも開幕から低迷し、開幕から17連敗を喫した。2022年1月23日に岡山シーガルズに勝ち連敗を止め、印東は「誰一人腐ることなく、前を向いてハードワークを重ねてきたことが報われたことを励みに精進します。」とコメントを残した。また、リベロが離脱していたため、前シーズンをもって引退しケアマネージャーに就任していた村永奈央にも現役復帰を要望し、村永がリベロとして現役復帰を果たした。ここからチームは勝ち星を重ね、17連敗してからは10勝6敗と勝ち越し、最終的には10勝23敗の10位となり、序盤で大型連敗をしながらV1・V2入替戦出場を回避した。
2021-22シーズンをもって印東玄弥が監督を退任。その他、今村駿らコーチ3人も退団となり、監督・コーチ陣が総入れ替えとなる。後任として、同シーズンまで群馬銀行グリーンウイングスの監督を務めていてクインシーズのコーチも6シーズン務めている髙橋悠が監督に就任し、同県のトヨタ系列であるV1男子チーム・ジェイテクトSTINGSで16シーズンプレーを続けて現役引退したばかりの興梠亮と、クインシーズで長年アナリスト等のスタッフを務めている岡村拓哉がコーチに就任した。
2024年、SVリーグ移行に伴いチーム名を「クインシーズ刈谷」に変更した。
2025年、髙橋悠が監督を退任。後任として前久光監督の酒井新悟が就任。

## 成績

### 主な成績
Vプレミア、V.LEAGUE DIVISION1 WOMEN
- 優勝なし

黒鷲旗全日本選抜大会
- 優勝 1回（2014年）

天皇杯・皇后杯全日本バレーボール選手権大会
- 優勝 2回（2008年度、2017年度）

### 年度別成績

#### Vリーグ / 実業団リーグ・V1リーグ
| 所属     | 年度            | 最終 順位 | 参加 チーム数 | 試合 | 勝 | 敗 | 勝率  |
| -------- | --------------- | --------- | ------------- | ---- | -- | -- | ----- |
| V1リーグ | 第2回 (1999/00) | 7位       | 8チーム       | 14   | 5  | 9  | 0.357 |
| V1リーグ | 第3回 (2000/01) | 6位       | 8チーム       | 14   | 4  | 10 | 0.286 |
| V1リーグ | 第4回 (2001/02) | 5位       | 7チーム       | 12   | 4  | 8  | 0.333 |
| V1リーグ | 第5回 (2002/03) | 5位       | 8チーム       | 14   | 5  | 9  | 0.357 |
| V1リーグ | 第6回 (2003/04) | 3位       | 7チーム       | 12   | 8  | 4  | 0.667 |
| V1リーグ | 第7回 (2004/05) | 2位       | 8チーム       | 14   | 11 | 3  | 0.786 |
| V1リーグ | 第8回 (2005/06) | 優勝      | 8チーム       | 14   | 12 | 2  | 0.857 |

#### V・プレミアリーグ / V・チャレンジリーグ
| 所属     | 年度    | 最終 順位 | 参加 チーム数 | レギュラーラウンド | レギュラーラウンド | レギュラーラウンド | レギュラーラウンド | ポストシーズン | ポストシーズン | ポストシーズン |
| 所属     | 年度    | 最終 順位 | 参加 チーム数 | 順位               | 試合               | 勝                 | 敗                 | 試合           | 勝             | 敗             |
| -------- | ------- | --------- | ------------- | ------------------ | ------------------ | ------------------ | ------------------ | -------------- | -------------- | -------------- |
| プレミア | 2006/07 | 10位      | 10チーム      | 10位               | 27                 | 5                  | 22                 | -              | -              | -              |
| プレミア | 2007/08 | 7位       | 10チーム      | 7位                | 27                 | 12                 | 15                 | -              | -              | -              |
| プレミア | 2008/09 | 5位       | 10チーム      | 5位                | 27                 | 13                 | 14                 | -              | -              | -              |
| プレミア | 2009/10 | 7位       | 8チーム       | 7位                | 28                 | 7                  | 21                 | -              | -              | -              |
| プレミア | 2010/11 | 5位       | 8チーム       | 5位                | 26                 | 12                 | 14                 | 中止           | 中止           | 中止           |
| プレミア | 2011/12 | 7位       | 8チーム       | 7位                | 21                 | 5                  | 16                 | -              | -              | -              |
| プレミア | 2012/13 | 5位       | 8チーム       | 5位                | 28                 | 12                 | 16                 | -              | -              | -              |
| プレミア | 2013/14 | 4位       | 8チーム       | 4位                | 28                 | 15                 | 13                 | 4              | 2              | 2              |
| プレミア | 2014/15 | 8位       | 8チーム       | 8位                | 21                 | 6                  | 15                 | -              | -              | -              |
| プレミア | 2015/16 | 5位       | 8チーム       | 6位                | 21                 | 8                  | 13                 | 5              | 3              | 2              |
| プレミア | 2016/17 | 5位       | 8チーム       | 5位                | 21                 | 10                 | 11                 | 5              | 2              | 3              |
| プレミア | 2017/18 | 3位       | 8チーム       | 3位                | 21                 | 11                 | 10                 | 7              | 2              | 5              |

#### V.LEAGUE
| 所属      | 年度    | 最終 順位 | 参加 チーム数 | レギュラーラウンド | レギュラーラウンド | レギュラーラウンド | レギュラーラウンド | レギュラーラウンド | レギュラーラウンド | ポストシーズン | ポストシーズン | ポストシーズン | 備考 |
| 所属      | 年度    | 最終 順位 | 参加 チーム数 | カンファレンス     | 順位               | チーム数           | 試合               | 勝                 | 敗                 | 試合           | 勝             | 敗             | 備考 |
| --------- | ------- | --------- | ------------- | ------------------ | ------------------ | ------------------ | ------------------ | ------------------ | ------------------ | -------------- | -------------- | -------------- | ---- |
| DIVISION1 | 2018-19 | 4位       | 11チーム      | ウエスタン         | 3位                | 5チーム            | 20                 | 13                 | 7                  | 7              | 4              | 3              |      |
| DIVISION1 | 2019-20 | 5位       | 12チーム      | スター             | 3位                | 6チーム            | 21                 | 14                 | 7                  | 3              | 1              | 2              |      |
| DIVISION1 | 2020-21 | 11位      | 12チーム      | （1リーグ制）      | 9位                | 12チーム           | 21                 | 6                  | 15                 | 2              | 1              | 1              |      |
| DIVISION1 | 2021-22 | 10位      | 12チーム      | （1リーグ制）      | 10位               | 12チーム           | 33                 | 10                 | 23                 | -              | -              | -              |      |
| DIVISION1 | 2022-23 | 8位       | 12チーム      | （1リーグ制）      | 8位                | 12チーム           | 33                 | 14                 | 19                 | -              | -              | -              |      |
| DIVISION1 | 2023-24 | 4位       | 12チーム      | （1リーグ制）      | 6位                | 12チーム           | 22                 | 12                 | 10                 | 3              | 1              | 2              |      |

#### SV.LEAGUE
| 所属      | 年度    | 最終 順位 | 参加 チーム数 | レギュラーラウンド | レギュラーラウンド | レギュラーラウンド | レギュラーラウンド | ポストシーズン | ポストシーズン | ポストシーズン | 備考 |
| 所属      | 年度    | 最終 順位 | 参加 チーム数 | 順位               | 試合               | 勝                 | 敗                 | 試合           | 勝             | 敗             | 備考 |
| --------- | ------- | --------- | ------------- | ------------------ | ------------------ | ------------------ | ------------------ | -------------- | -------------- | -------------- | ---- |
| SV.LEAGUE | 2024-25 |           | 14チーム      | 9位                | 44                 | 20                 | 24                 |                |                |                |      |

## 選手・スタッフ(2025-26)

### 選手
| 背番号                                                                           | 名前       | シャツネーム | 生年月日（年齢）       | 身長 | 国籍 | Pos   | 在籍年  | 前所属           | 備考         |
| -------------------------------------------------------------------------------- | ---------- | ------------ | ---------------------- | ---- | ---- | ----- | ------- | ---------------- | ------------ |
| 1                                                                                | 鴫原ひなた | SHIGIHARA    | 2001年2月25日（24歳）  | 177  | 日本 | OH    | 2019年- | 古川学園高校     | キャプテン   |
| 3                                                                                | 髙佐風梨   | KOUSA        | 2000年9月4日（24歳）   | 164  | 日本 | S     | 2023年- | 東京女子体育大学 |              |
| 4                                                                                | 笠井季璃   | KASAI        | 2005年4月22日（20歳）  | 175  | 日本 | OH    | 2024年- | 旭川実業高校     |              |
| 6                                                                                | 加地春花   | KAJI         | 2003年3月24日（22歳）  | 173  | 日本 | S     | 2021年- | 駿台学園高校     |              |
| 7                                                                                | 舟根綾菜   | FUNANE       | 2002年5月15日（23歳）  | 181  | 日本 | OH/MB | 2021年- | 下北沢成徳高校   |              |
| 9                                                                                | 長野有紗   | NAGANO       | 1996年9月13日（28歳）  | 175  | 日本 | MB    | 2023年- | 姫路             |              |
| 10                                                                               | 横田紗椰香 | SAYAKA       | 1999年9月30日（25歳）  | 177  | 日本 | MB    | 2024年- | デンソー         |              |
| 13                                                                               | 立石優華   | TATEISHI     | 1998年3月21日（27歳）  | 167  | 日本 | L     | 2022年- | KUROBE           |              |
| 14                                                                               | 佐藤彩乃   | SATO         | 1999年11月4日（25歳）  | 165  | 日本 | S     | 2024年- | KUROBE           |              |
| 16                                                                               | 吉永有希   | YOSHINAGA    | 2001年11月23日（23歳） | 171  | 日本 | OH    | 2023年- | 東京女子体育大学 | 副キャプテン |
| 19                                                                               | 岩島由佳   | IWASHIMA     | 2002年9月16日（22歳）  | 176  | 日本 | MB    | 2023年- | 東京女子体育大学 | 新人         |
| 20                                                                               | 三留汐利   | MITOME       | 2002年12月2日（22歳）  | 174  | 日本 | OH    | 2024年- | 岐阜協立大学     | 新人         |
| 21                                                                               | 中村悠     | NAKAMURA     | 2002年12月5日（22歳）  | 150  | 日本 | L     | 2024年- | 筑波大学         | 新人         |
| 22                                                                               | 北川美桜   | KITAGAWA     | 2006年4月19日（19歳）  | 177  | 日本 | MB    | 2024年- | 松山東雲高校     | 新人         |
| 23                                                                               | 中田藍美   | NAKADA       | 2006年7月28日（18歳）  | 184  | 日本 | MB    | 2024年- | 下北沢成徳高校   | 新人         |
| 24                                                                               | 西川凜     | NISHIKAWA    | 2006年6月7日（19歳）   | 158  | 日本 | L     | 2024年- | 金蘭会高校       | 新人         |
| 25                                                                               | 山内志織   | YAMAUCHI     | 2006年5月28日（19歳）  | 175  | 日本 | OH    | 2024年- | 駿台学園高校     | 新人         |
| 出典：チーム新体制リリース チーム公式サイト Vリーグ公式サイト 更新：2025年6月8日 |            |              |                        |      |      |       |         |                  |              |

### スタッフ
| 役職                                                                             | 名前       | 備考 |
| -------------------------------------------------------------------------------- | ---------- | ---- |
| 顧問                                                                             | 木村健     |      |
| 部長                                                                             | 林英之     |      |
| GM                                                                               | 三浦幸則   |      |
| 監督                                                                             | 酒井新悟   | 新任 |
| コーチ                                                                           | 長江祥司   | 新任 |
| コーチ                                                                           | 岡村拓哉   |      |
| コーチ                                                                           | 山口頌平   | 新任 |
| コーチ                                                                           | 近江芳樹   |      |
| アナリスト                                                                       | 松丸将也   | 新任 |
| S&Cコーチ                                                                        | 金徳永     |      |
| トレーナー                                                                       | 川北亘     |      |
| トレーナー                                                                       | 橋本歩美   |      |
| ドクター                                                                         | 井戸田仁   |      |
| マネージャー                                                                     | 小見真澄   |      |
| 広報                                                                             | 原田美緒   |      |
| 事務局                                                                           | 池田美咲   |      |
| チームコーディネーター                                                           | 荒木絵里香 |      |
| チームアドバイザー                                                               | 鍋谷友理枝 | 新任 |
| 出典：チーム新体制リリース チーム公式サイト Vリーグ公式サイト 更新：2025年7月4日 |            |      |

## 在籍していた主な選手
- 及川英香
- 船崎恵視
- 堀崎智恵美
- 羽根翠
- 都築有美子
- 高橋みゆき
- 今西郁瑠
- 河村聖子
- 田原香理
- 矢野美子
- 眞恵子
- 高本佳澄
- 梶原雪路
- 高橋咲妃恵
- 西堀育実
- 庄司夕起
- 中村かおり
- 日隈佑
- 藤原亜紀
- 川島里華
- 藤田夏未
- 衛藤智美
- 竹内彩
- 竹内あか里
- 山田真里
- 細川絢加
- 竹田沙希
- 平松美有紀
- 佐藤澪
- 比金桃子
- 小田桃香
- 志智真梨奈
- 高橋沙織
- 金本望
- 内瀬戸真実
- 榊原美沙都
- 村永奈央
- 杉郁香
- 辻彩乃
- 荒木絵里香
- 松本亜弥華
- 中屋夏澄
- 安井由香子
- アンジェリカ・ジュンクビスト (en)
- レナタ・コロンボ
- ジェニファー・ジョインズ
- フォルケ・アキンラデウォ
- ローレン・ギブマイヤ
- カナニ・ダニエルソン
- ポリーナ・ラヒモワ
- ネリマン・オズソイ
- インドレ・ソロカイテ
- ポーンプン・グーパート
- ケルシー・ロビンソン